# 니키타스 호니아티스

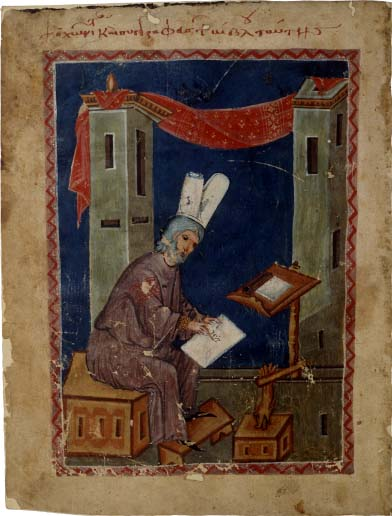
니케타스 코니아테스

니키타스 호니아티스(Niketas Choniates, 본명: Niketas Akominatos, 그리스어: Νικήτας Χωνιάτης, 1150년 ~ 1217년)는 동로마 제국과 니케아 제국의 정치가, 역사가이다.

## 약력
니키타스 호니아티스는 프리기아 지방 코나이에서 귀족으로 태어난다. 어릴 적에 수도 콘스탄티노폴리스에 있던 신학자인 형 미하일 호니아티스와 같이 자라면서 형 미카일은 그에게 큰 영향을 끼쳤다. 후에 형과 함께 문인으로 알려지게 된다.
니키타스가 플로브디프 지사를 하고 있었을 때, 제3차 십자군이 동로마 제국을 통과한다. 하지만, 동로마 제국 황제 이사키오스 2세 앙겔로스와 신성 로마 제국 황제 프리드리히 1세가 대립해 프리드리히 1세가 플로브디프를 습격했을 때, 니키타스는 이것을 막았다. 그 후 궁정비서관, 장관, 대법관 등의 요직을 역임한다.
1204년, 제4차 십자군이 콘스탄티노폴리스를 습격했을 때에는 니키타스의 생명도 위험했지만, 친하게 지내던 베네치아 상인이 그를 마을의 밖으로 탈출시켜 위기를 모면하였다. 후에 니케아에서 집필 활동에 전념했다.
중세의 동로마 제국에서 가장 뛰어난 역사가 중 한 명으로 평가되고 있다.

## 저작
- Chronike Diegesis(《연대기》, 전21권) - 콤네노스 왕조・앙겔로스 왕조 양왕조의 역사를 적은 책. 동로마측이 본 십자군의 모습을 그리고 있다.
- Thesauros Orthodoxfas(《정통 신앙의 보물》, 전27권) - 12세기 후반의 정교회의 회의의 자료이며, 신학서로서의 측면을 가지고 있다.